# Loxogramme grammitoides
Loxogramme grammitoides är en stensöteväxtart som först beskrevs av Bak., och fick sitt nu gällande namn av Carl Frederik Albert Christensen. Loxogramme grammitoides ingår i släktet Loxogramme och familjen Polypodiaceae. Inga underarter finns listade.